# Yangshuo (orter i Kina)
Yangshuo (kinesiska: 阳朔) är orter i Kina. De ligger i den autonoma regionen Guangxi, i den södra delen av landet, omkring 310 kilometer nordost om regionhuvudstaden Nanning.
Runt Yangshuo är det ganska tätbefolkat, med 199 invånare per kvadratkilometer. Det finns inga andra samhällen i närheten. I omgivningarna runt Yangshuo växer huvudsakligen savannskog.
Genomsnittlig årsnederbörd är 2 243 millimeter. Den regnigaste månaden är juni, med i genomsnitt 464 mm nederbörd, och den torraste är oktober, med 47 mm nederbörd.